# Beauce (circonscription fédérale)
Pour les articles homonymes, voir Beauce.
Circonscription électorale fédérale du Canada
Beauce est une circonscription électorale fédérale canadienne située au Québec.
Établie en 1867, la circonscription se trouve au sud de Québec et couvre le cœur de la région de la Beauce, dans la région administrative de Chaudière-Appalaches.

## Géographie
Elle comprend les MRC de Beauce-Sartigan, excepté du territoire de l'ancienne municipalité de Courcelles de la municipalité de Courcelles–Saint-Évariste, et de Beauce-Centre, la plus grande partie de La Nouvelle-Beauce ainsi qu'une partie des Etchemins.
La circonscription inclut les municipalités de;
Beauceville, 
Saint-Côme–Linière, Saint-Éphrem-de-Beauce, 
Saint-Gédéon-de-Beauce, Saint-Georges, Notre-Dame-des-Pins,
Saint-Joseph-de-Beauce, Saint-Joseph-des-Érables,
Saint-Martin, Saint-Prosper, 
Saint-Victor, Sainte-Marie,
Saint-Frédéric, Saint-Jules, Saint-Séverin, Tring-Jonction, Saint-Odilon de Crambourne,
Frampton, Vallée-Jonction, Saint-Bernard, Saint-Elzéard et Saints-Anges.
Les circonscriptions limitrophes sont Mégantic—L'Érable, Lévis—Lotbinière et Bellechasse—Les Etchemins—Lévis.

## Historique
C'est l'Acte de l'Amérique du Nord britannique de 1867 qui créa ce qui fut appelé le district électoral de Beauce. Lors du redécoupage électoral de 2013, la circonscription a perdu les municipalités de Saint-Robert-Bellarmin et de Saint-Ludger au profit de Mégantic—L'Érable.

## Députés

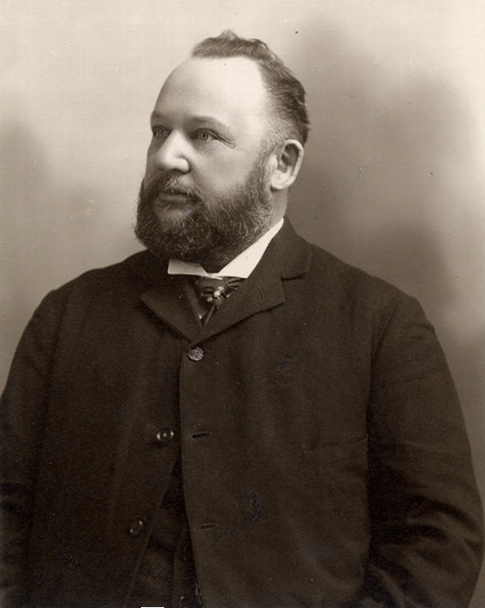
Thomas Linière Taschereau, maire de Saint-Joseph-de-Beauce de 1891-1893

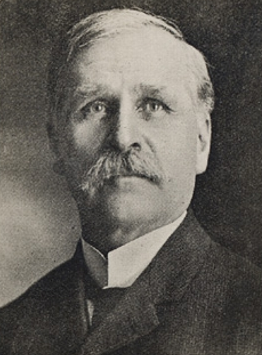
Joseph Godbout, sénateur et maire de Saint-François-de-Beauce en 1898

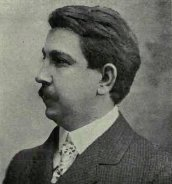
Henri Sévérin Béland, sénateur et maire de Saint-Joseph-de-Beauce de 1897-1899

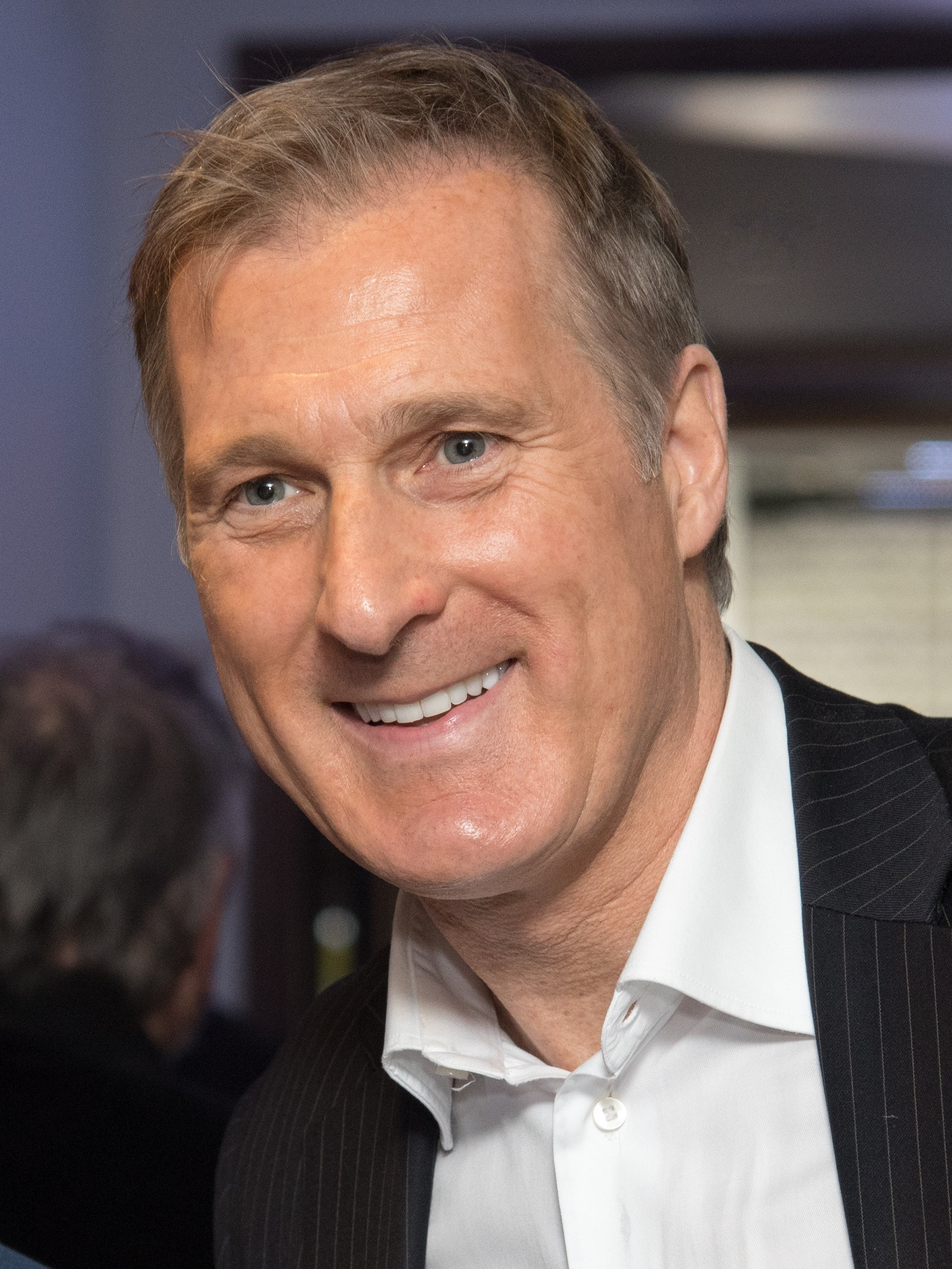
Maxime Bernier, député de 2006-2019, fils de Gilles Bernier, aussi député de Beauce

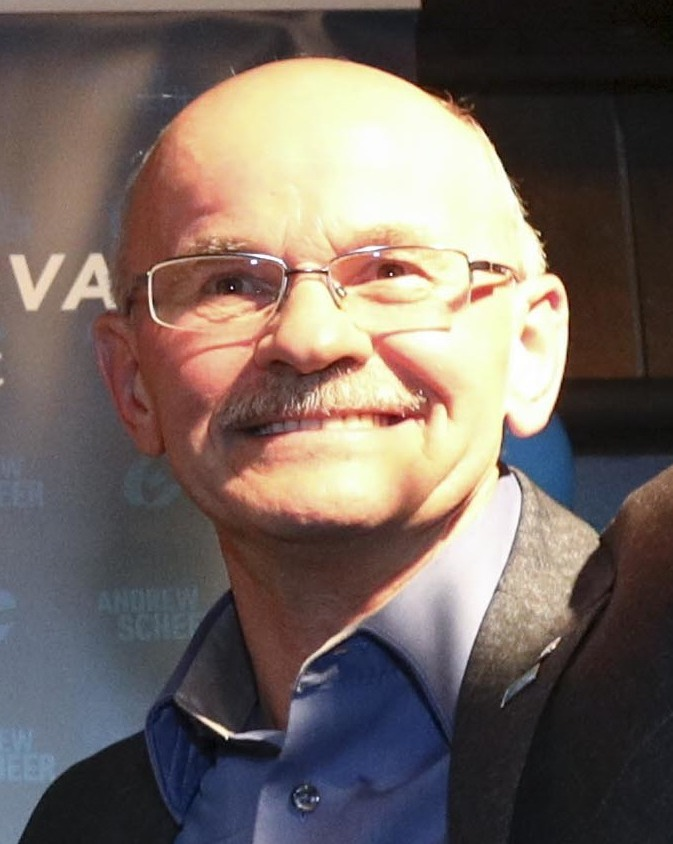
Richard Lehoux, député de 2019 à 2025

| Législature | Années        | Député                    | Parti         | Parti                     |
| ----------- | ------------- | ------------------------- | ------------- | ------------------------- |
| Beauce      |               |                           |               |                           |
| 1e          | 1867–1872     | Christian Pozer           |               | Libéral                   |
| 2e          | 1872–1874     | Christian Pozer           |               | Libéral                   |
| 3e          | 1874–1876     | Christian Pozer           |               | Libéral                   |
| 3e          | 1876–1878     | Joseph Bolduc             |               | Conservateur              |
| 4e          | 1878–1882     | Joseph Bolduc             |               | Conservateur              |
| 5e          | 1882–1884     | Joseph Bolduc             |               | Conservateur              |
| 5e          | 1884–1887     | Thomas Linière Taschereau |               | Conservateur              |
| 6e          | 1887–1891     | Joseph Godbout            |               | Libéral                   |
| 7e          | 1891–1896     | Joseph Godbout            |               | Libéral                   |
| 8e          | 1896–1900     | Joseph Godbout            |               | Libéral                   |
| 9e          | 1900–1901     | Joseph Godbout            |               | Libéral                   |
| 9e          | 1902–1904     | Henri Sévérin Béland      |               | Libéral                   |
| 10e         | 1904–1908     | Henri Sévérin Béland      |               | Libéral                   |
| 11e         | 1908–1911     | Henri Sévérin Béland      |               | Libéral                   |
| 12e         | 1911–1917     | Henri Sévérin Béland      |               | Libéral                   |
| 13e         | 1917–1921     | Henri Sévérin Béland      |               | Libéral                   |
| 14e         | 1921–1925     | Henri Sévérin Béland      |               | Libéral                   |
| 15e         | 1925–1926     | Édouard Lacroix           |               | Libéral                   |
| 16e         | 1926–1930     | Édouard Lacroix           |               | Libéral                   |
| 17e         | 1930–1935     | Édouard Lacroix           |               | Libéral                   |
| 18e         | 1935–1940     | Édouard Lacroix           |               | Libéral                   |
| 19e         | 1940–1945     | Édouard Lacroix           |               | Libéral                   |
| 20e         | 1945–1949     | Ludger Dionne             |               | Libéral                   |
| 21e         | 1949–1953     | Raoul Poulin              |               | Indépendant               |
| 22e         | 1953–1957     | Raoul Poulin              |               | Indépendant               |
| 23e         | 1957–1958     | Raoul Poulin              |               | Indépendant               |
| 24e         | 1958–1962     | Jean-Paul Racine          |               | Libéral                   |
| 25e         | 1962–1963     | Gérard Perron             |               | Crédit social             |
| 26e         | 1963–1965     | Gérard Perron             |               | Crédit social             |
| 27e         | 1965–1968     | Jean-Paul Racine          |               | Libéral                   |
| 28e         | 1968–1971     | Romuald Rodrigue          |               | Ralliement créditiste     |
| 28e         | 1971–1972     | Romuald Rodrigue          | Crédit social |                           |
| 29e         | 1972–1974     | Yves Caron                |               | Libéral                   |
| 30e         | 1974–1979     | Yves Caron                |               | Libéral                   |
| 31e         | 1979–1980     | Fabien Roy                |               | Crédit social             |
| 32e         | 1980–1984     | Normand Lapointe          |               | Libéral                   |
| 33e         | 1984–1988     | Gilles Bernier            |               | Progressiste-conservateur |
| 34e         | 1988–1993     | Gilles Bernier            |               | Progressiste-conservateur |
| 35e         | 1993–1997     | Gilles Bernier            |               | Indépendant               |
| 36e         | 1997–2000     | Claude Drouin             |               | Libéral                   |
| 37e         | 2000–2004     | Claude Drouin             |               | Libéral                   |
| 38e         | 2004–2006     | Claude Drouin             |               | Libéral                   |
| 39e         | 2006–2006     | Maxime Bernier            |               | Conservateur              |
| 40e         | 2008–2011     | Maxime Bernier            |               | Conservateur              |
| 41e         | 2011–2015     | Maxime Bernier            |               | Conservateur              |
| 42e         | 2015–2018     | Maxime Bernier            |               | Conservateur              |
| 42e         | 2018-2019     | Maxime Bernier            |               | Parti populaire           |
| 43e         | 2019–2021     | Richard Lehoux            |               | Conservateur              |
| 44e         | 2021–2025     | Richard Lehoux            |               | Conservateur              |
| 45e         | 2025–en cours | Jason Groleau             |               | Conservateur              |

## Résultats électoraux

### Tendances

#### Répartition des voix obtenu par les principaux partis
| |
| - Parti libéral - Parti conservateur - NPD - Bloc québécois - Parti vert - Parti populaire - Progressiste-conservateur (ancien) - Alliance canadienne (ancien) - Créditiste (ancien) - Indépendant |